# البراوية (ذي السفال)

تعديل مصدري - تعديل

البراوية محلة تابعة لقرية شعبة حبير، التابعة لعزلة حبير بمديرية ذي السفال إحدى مديريات محافظة إب في الجمهورية اليمنية، بلغ تعداد سكانها 28 حسب تعداد اليمن لعام 2004.